# Оливна гора
Оли́вна гора́ (івр. הַר הַזֵּיתִים, Гар га-Зейтім) у релігійній християнській традиції також Елеонська гора́ — один з історичних пагорбів Східного Єрусалима, неодноразово згадуваний у Біблії та Євангеліях; здавна відоме місце, на якому нині знаходяться юдейські та християнські святині.
На пагорбі справіку ростуть оливи, завдяки яким гора отримала свою назву.

## Опис
Оливкова гора насправді являє собою не окремий пагорб, а височину, що тягнеться з півночі на південь вздовж східного муру Старого міста Єрусалима вбік від Кедронської долини, що має декілька окремих вершин. Власне Оливковою горою називається са́ме південна вершина, тоді як північна вважається окремою горою, відомою як Гора Скопус (івр. הַר הַצּוֹפִים, Гар га-Цофім), на якій розташований кампус Єврейського університету.
Висота безпосередньо Оливкової гори — 793 м над рівнем моря.

## Святині та пам'ятки Оливкової гори
На схід від центру Старого міста, біля підніжжя Оливкової гори та трохи вище, розташований Гетсиманський сад або Гефсиманія, згадувана у Євангеліях, де, за переказом, Юда відступився від Христа. Головними сучасними пам'ятками Гетсиманського саду є католицькі церкви: Dominus Flevit, Церква Всіх Націй (1919—24) і російська православна Церква Святої Марії Магдалини (1885—88).

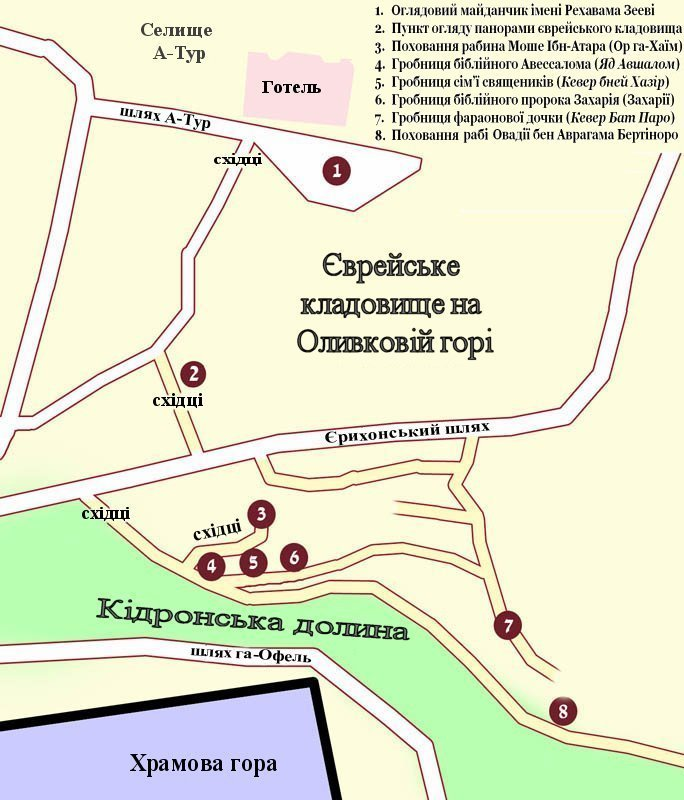
План Оливкової гори з боку Єврейського цвинтаря

Ближче до вершини і фактично навпроти Старого міста, а також трохи на захід розташований один з найстаріших і найшанованіших єврейських цвинтарів, який займає доволі значну площу. Бути похованим тут вважається великою честю від усього ізраїльського та єврейського народу. Зараз тут міститься близько 150 тисяч могил — багатьох єврейських просвітників, філософів і релігійних діячів, вояків, що загинули у Війні за незалежність (1948—49 роки) та Шестиденній війні, деякі з могил приписуються ще старозавітним персонажам. Адже за свідченнями з катакомб арабського кварталу Шілоах захоронення на Оливковій горі почали робити ще в добу Першого Храму, поступово зсуваючись на північ — від давнішого періоду також збереглись гробниця Захарії бен Єгуди (Яд Авшалом), печера з 36 поховальними нішами — могилами пророків Огія (Хаггея), Малахії, Захарії тощо.
Зліва від дороги на вершину гори розташована францисканська Церква Сліз Господніх на місці, де, за переказом, Ісус оплакував неминуче сплюндрування Єрусалима.
Ще вище, вже на горі пагорбу, розмістились корпуси одного з найпрестижніших міських готелів «Інтерконтиненталь».
Вже на вершині Оливкової (Єлеонської) гори міститься восьмикутна каплиця — Храм Вознесіння, зведена на місці Вознесіння Христа, закладена ще за часів хрестоносців, у якій, за переказом, зберігається брила з відбитком Христової ступні. Навпроти розташований жіночий православний монастир з Вознесенською церквою у візантійському стилі, біля якого здіймається у небо біла дзвіниця, відома як «Руська свічка» (заввишки 64 м). З іншої сторони території каплиці розташований монастир кармелітів до якого належить Церква "Отче наш" у якій молитву Отче наш можна прочитати на керамічних плитках 140 мовами у тому числі і українською. Тут Ісус Христос навчав своїх учнів молитися. На цьому місці з часів імператриці Олени знаходилася Базиліка Елеони побудована разом з Храмом Гробу Господнього та Храмом Різдва Христового у Вифлеємі.
На протилежному боці Оливкової гори міститься арабське село Віфанія. Біля підніжжя з цього боку — руїни будинків, у яких, вважається, жили Лазар і Сімеон Прокажений, яких відвідував Христос. Неподалік від руїн — печера-гробниця святого Лазаря, а вже трохи в стороні — жіночий православний монастир святого Лазаря.

## Галерея

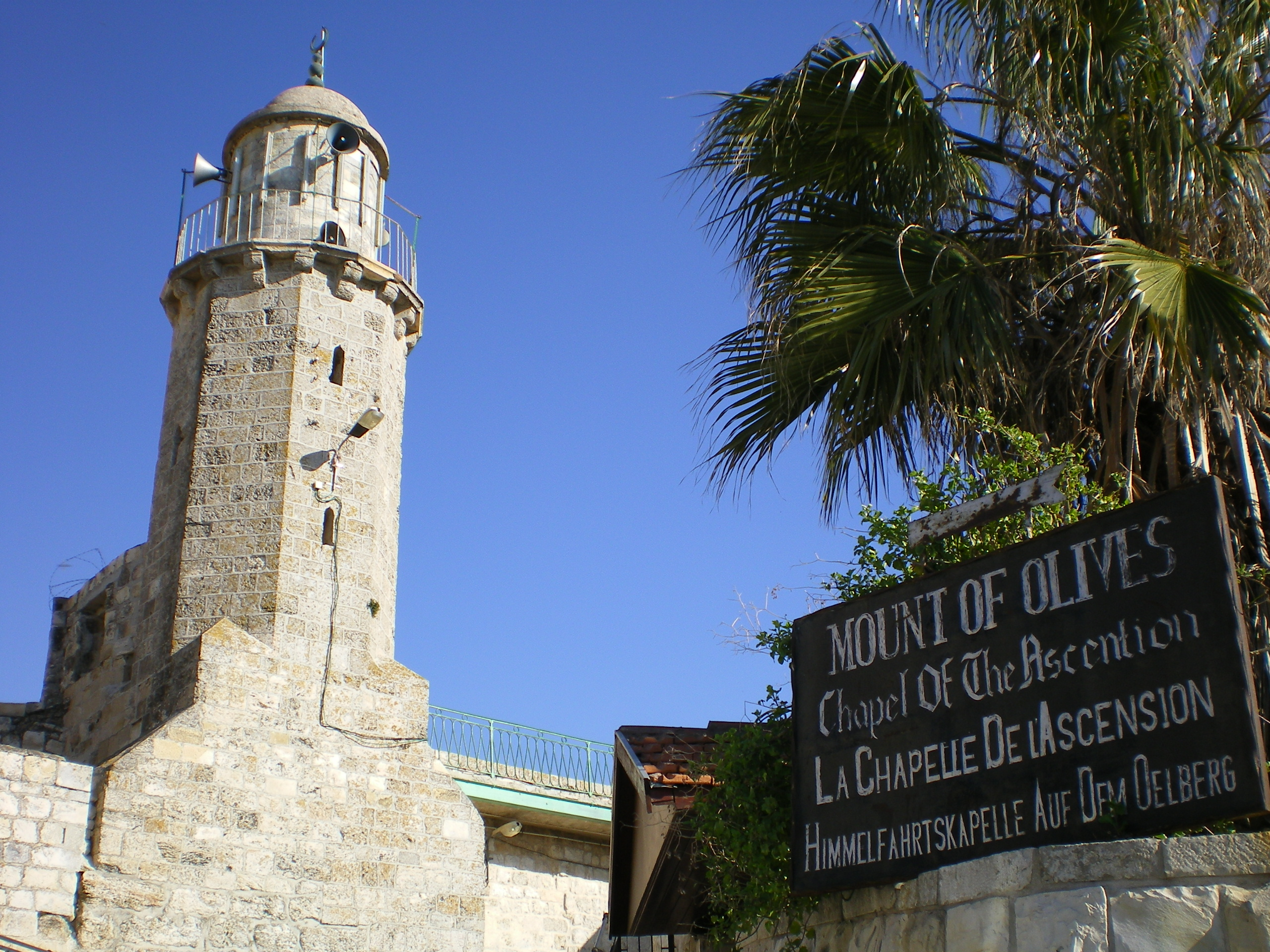
Восьмикутна францисканська каплиця Вознесіння
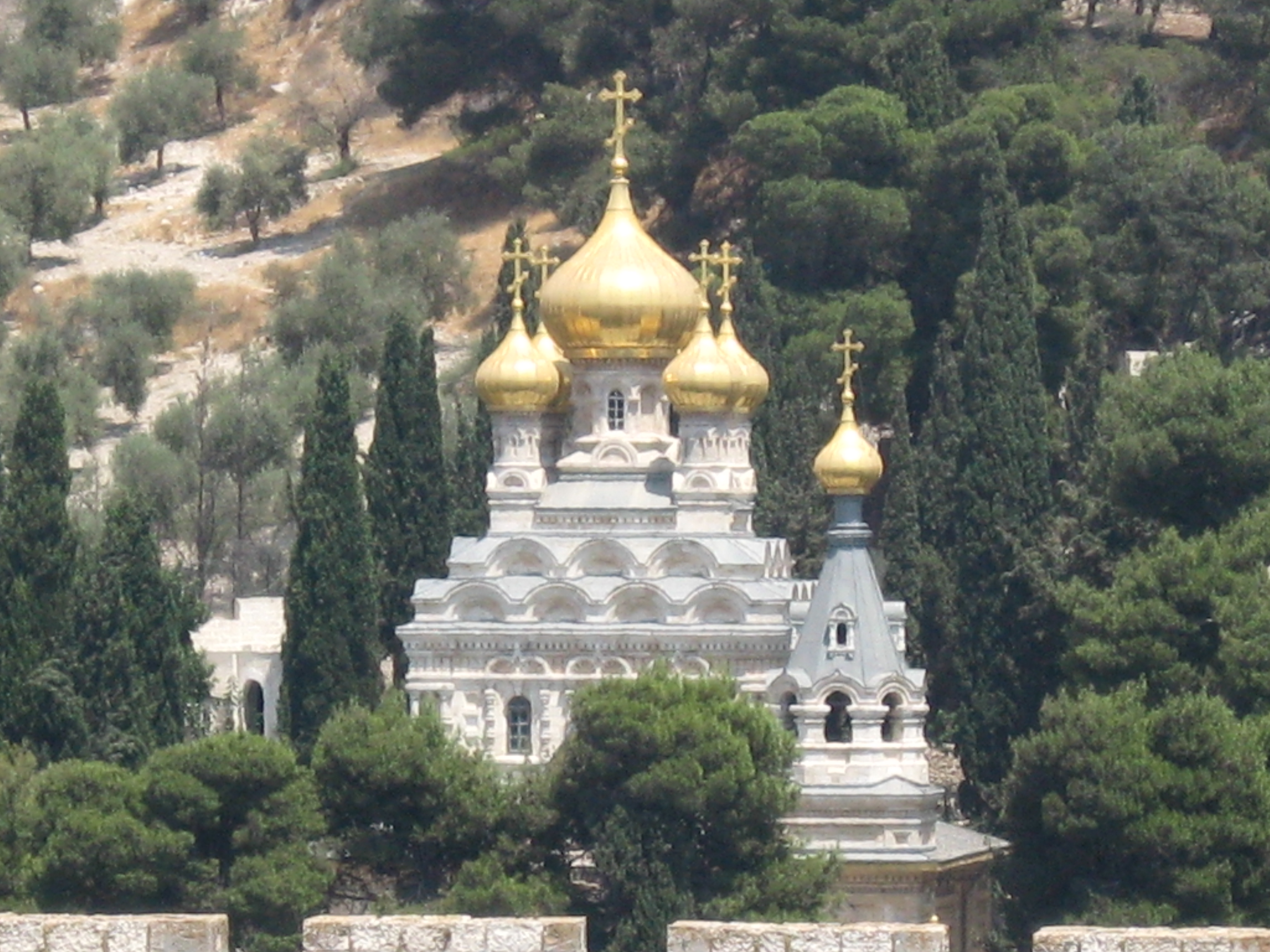
Православна Церква Святої Марії Магдалини у візантійсько-руському стилі
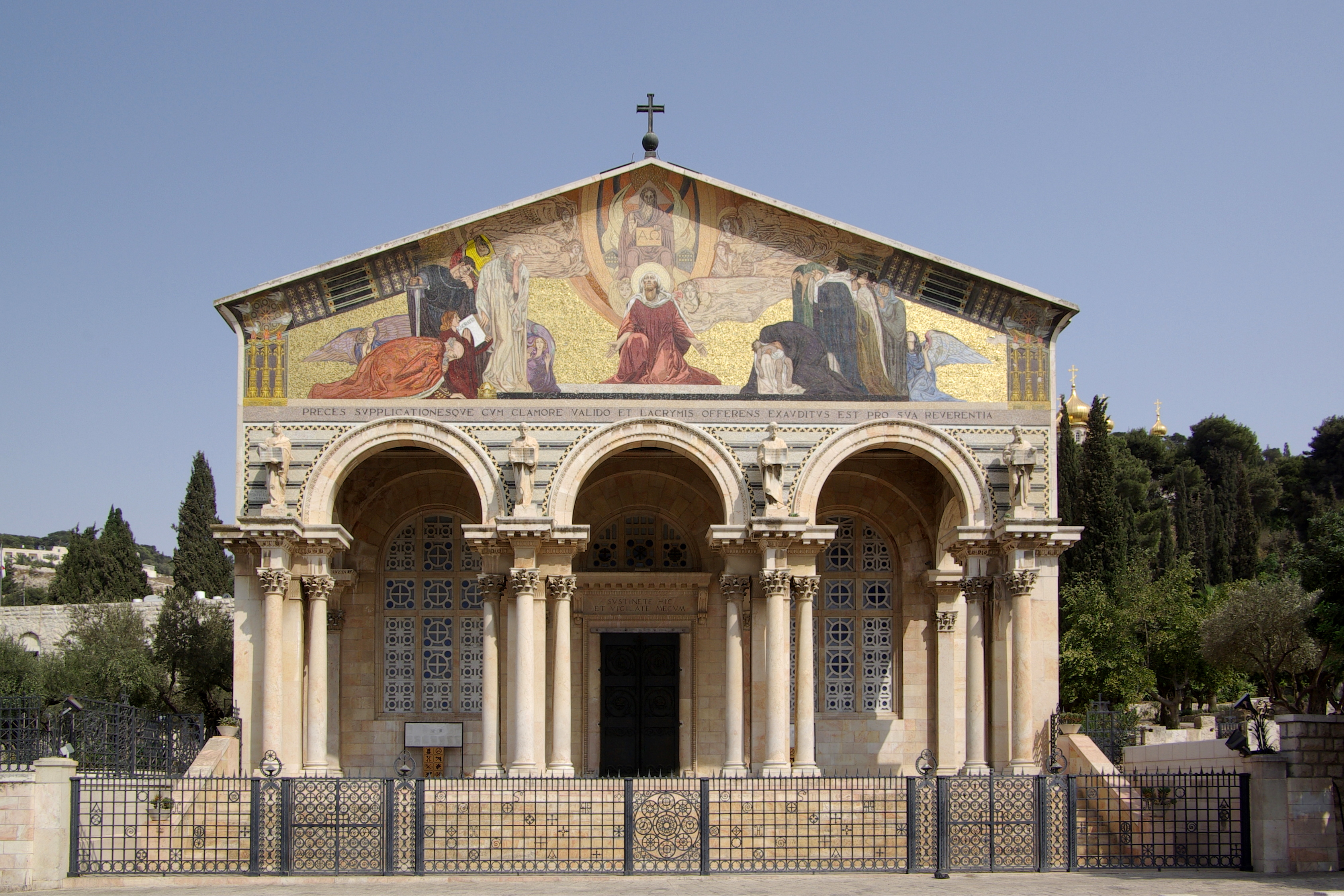
Церква Всіх Націй
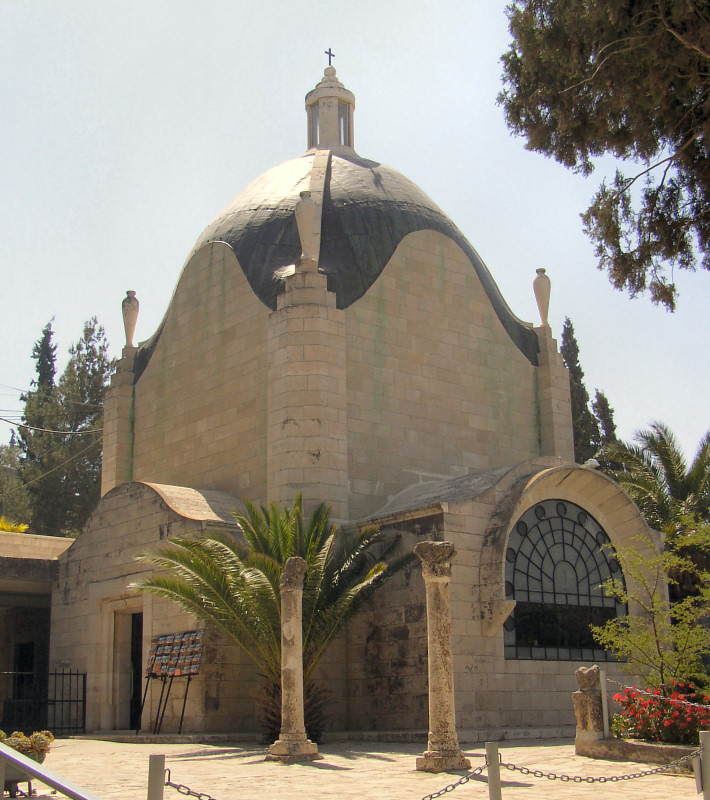
Церква Сліз Господніх
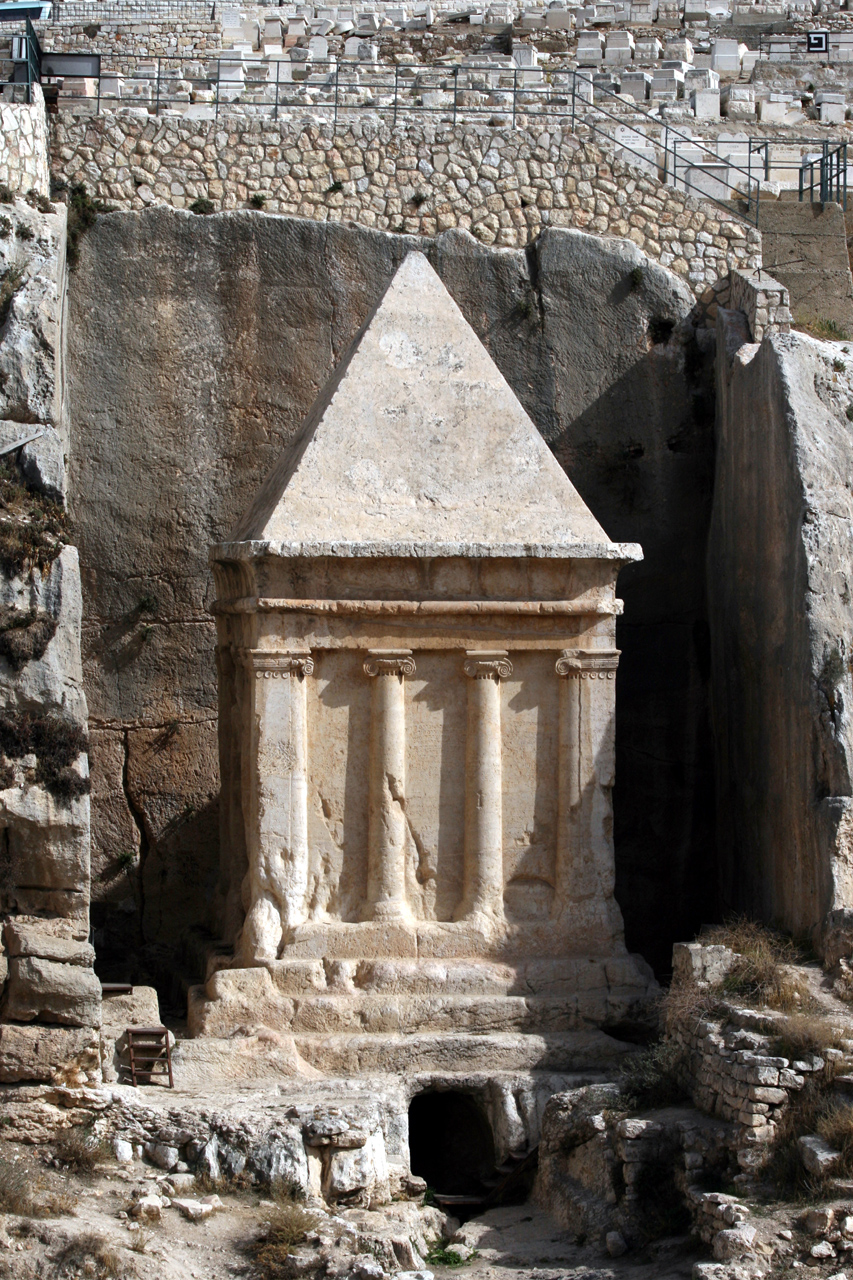
Гробниця Пророка Захарії
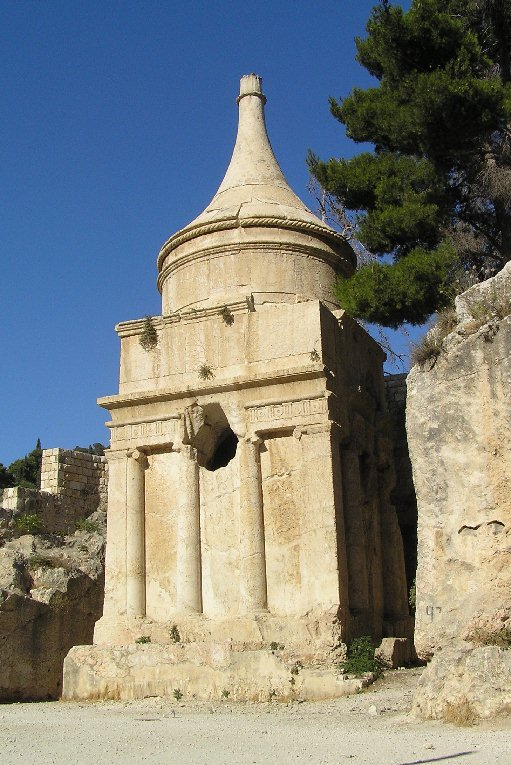
Гробниця Авесалома
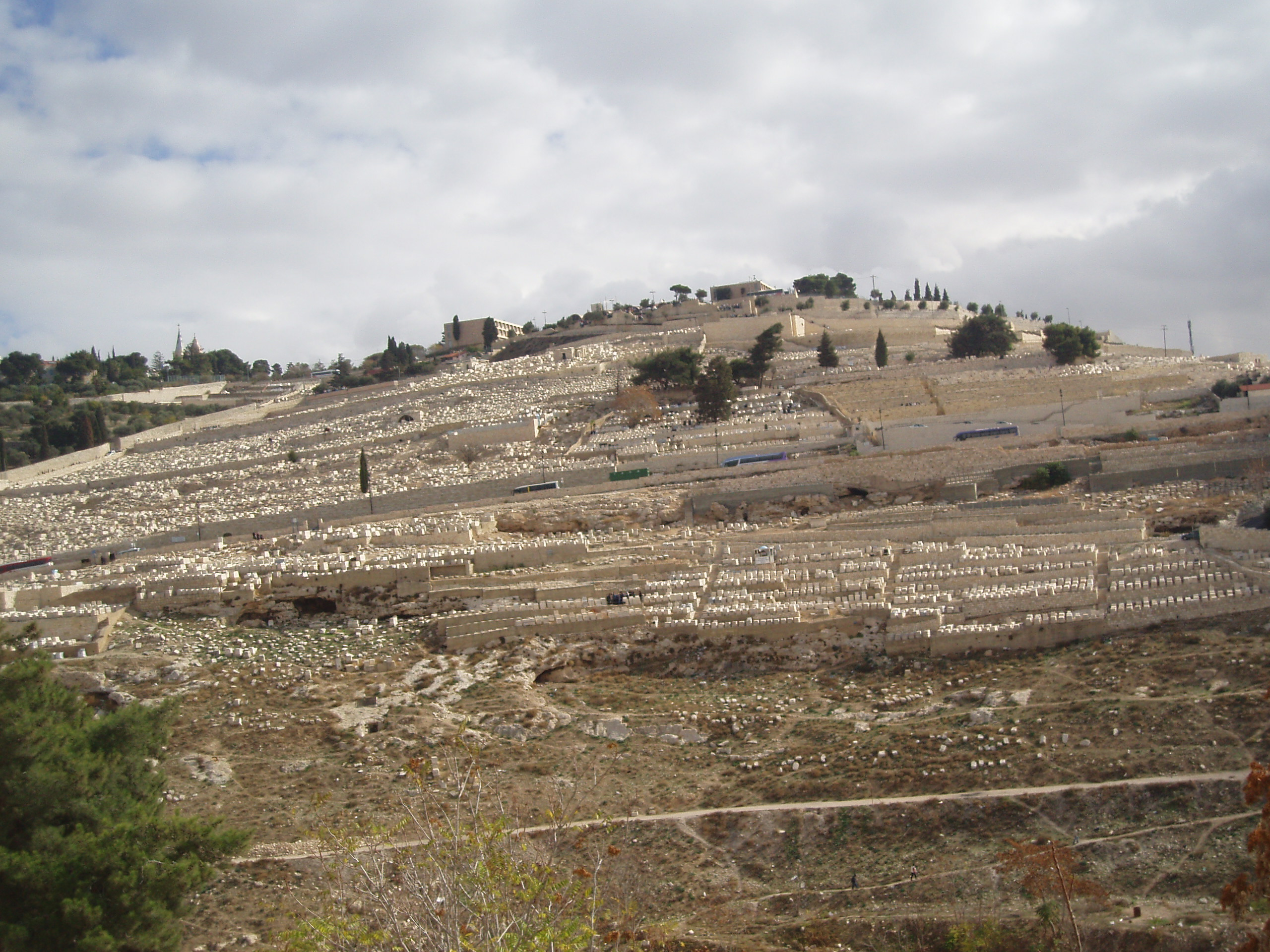
Єврейський цвинтар на Оливковій горі, листопад 2008 року
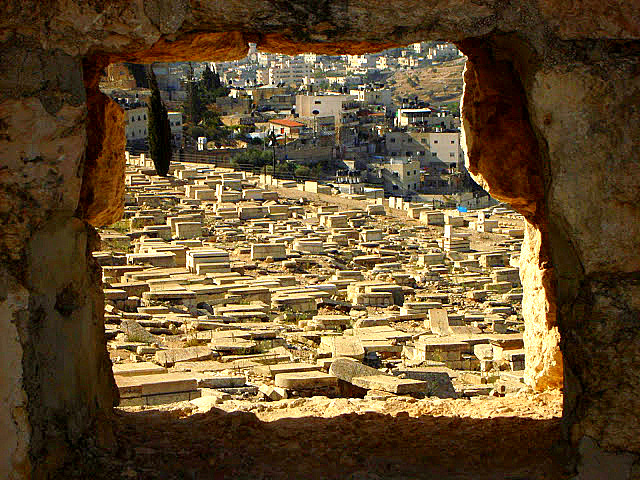
Єврейський цвинтар на Оливковій горі, Жовтень 2007 року
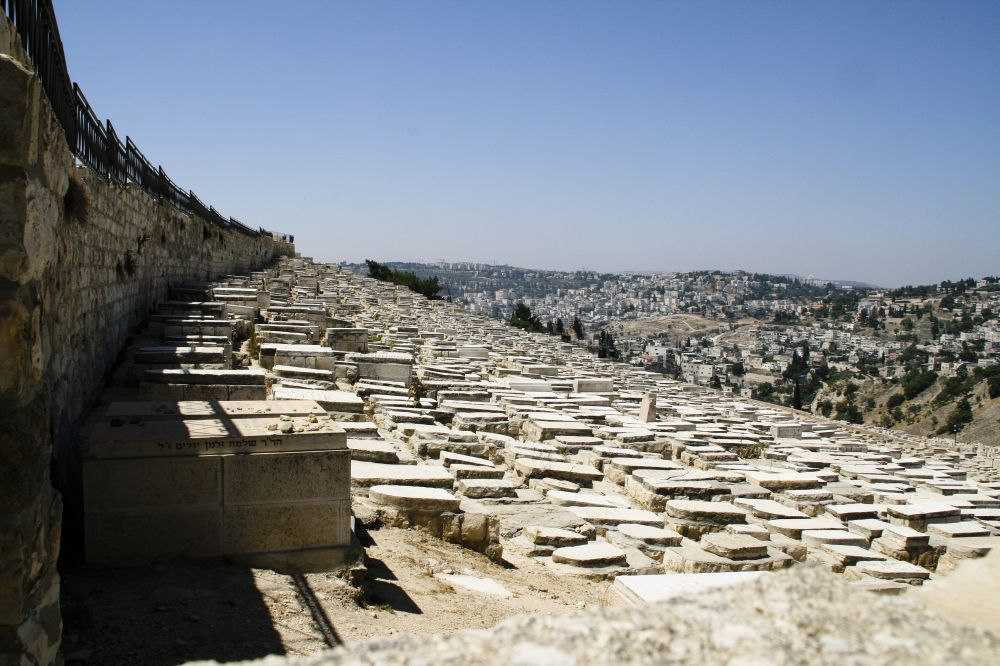
Вид на стару частину Єврейського цвинтаря
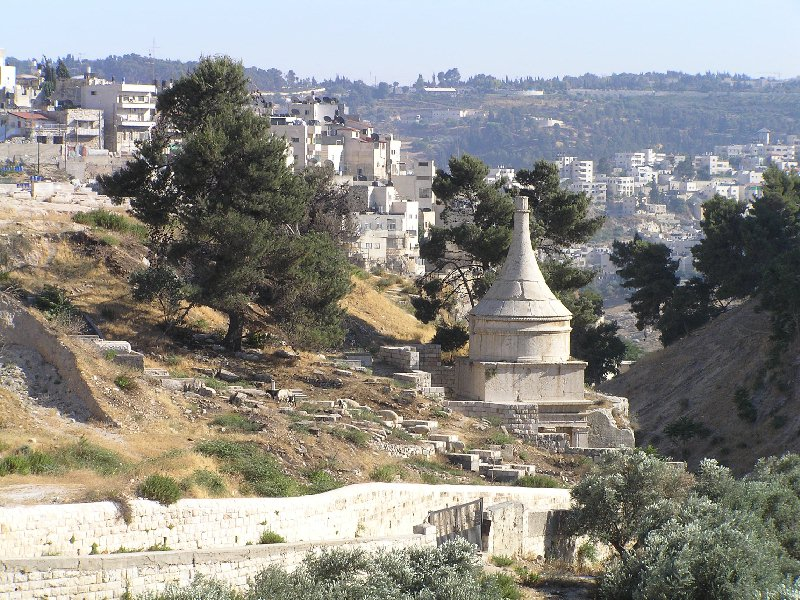
Гробниця (згідно з традицією) Біблійного Авесалома (Авшалома)
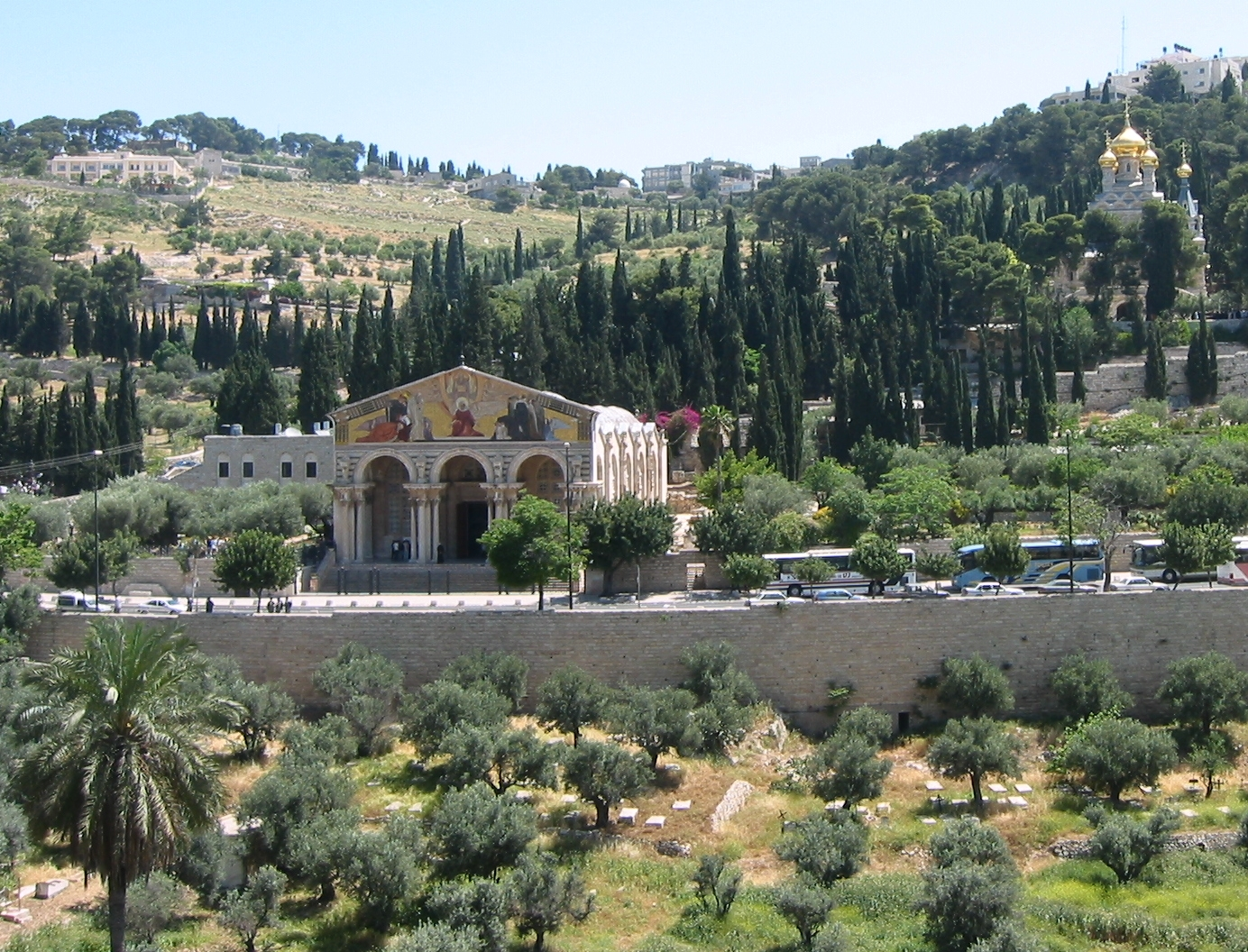
Гетсиманський сад та Церква Всіх Націй — біля підніжжя Оливкової  гори, на схід від центру Старого міста
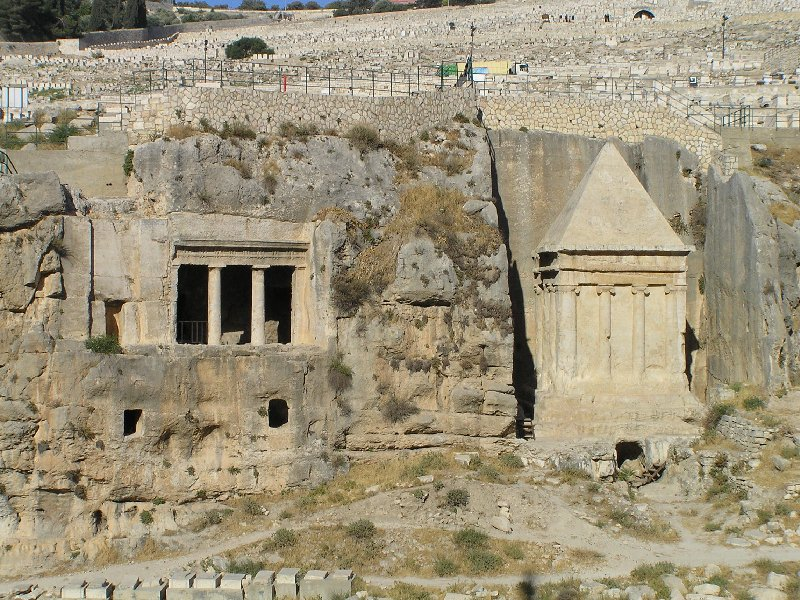
Гробниця Захарії. Стародавні єврейські печерні поховання
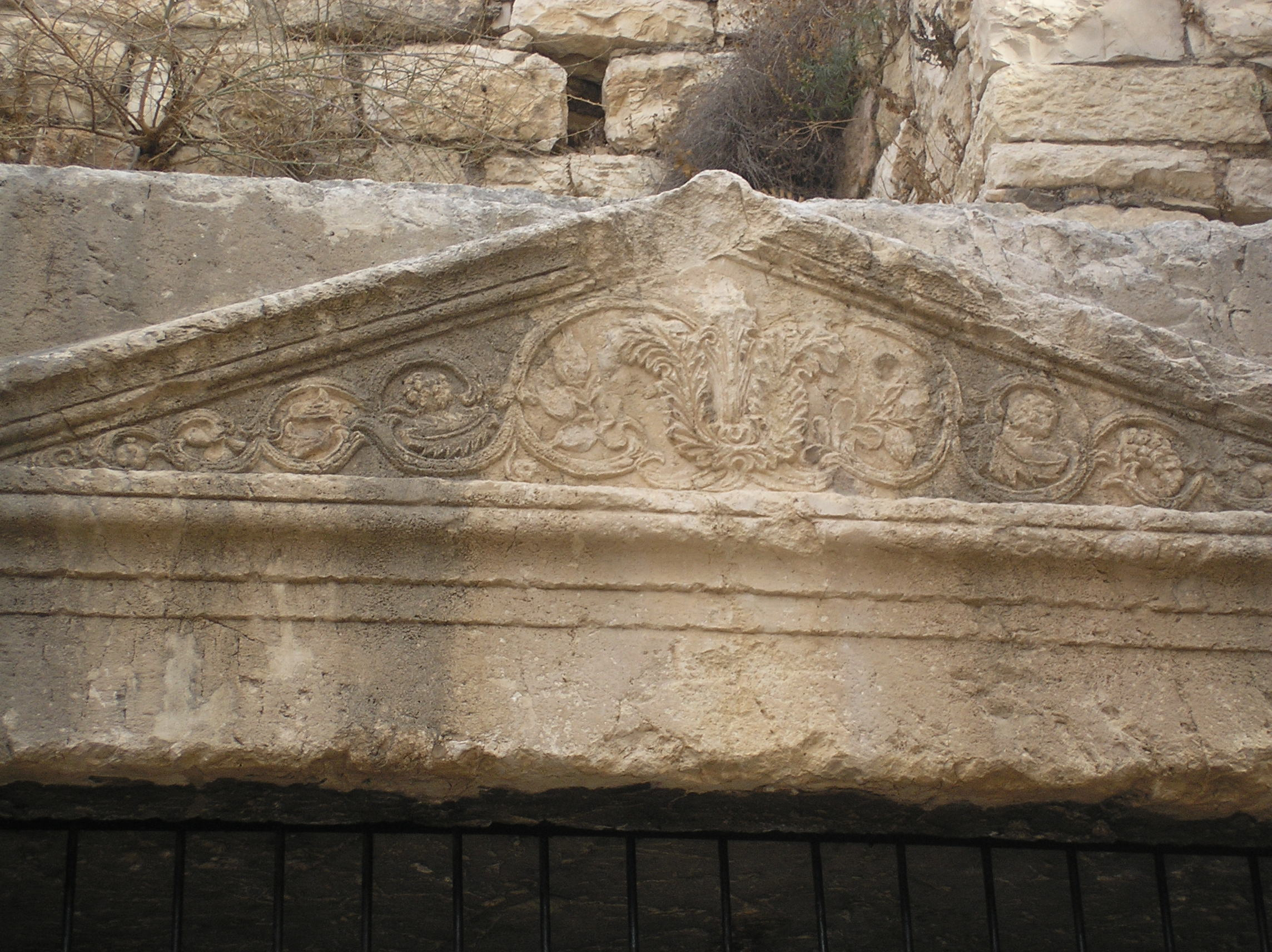
Печера Йосафата
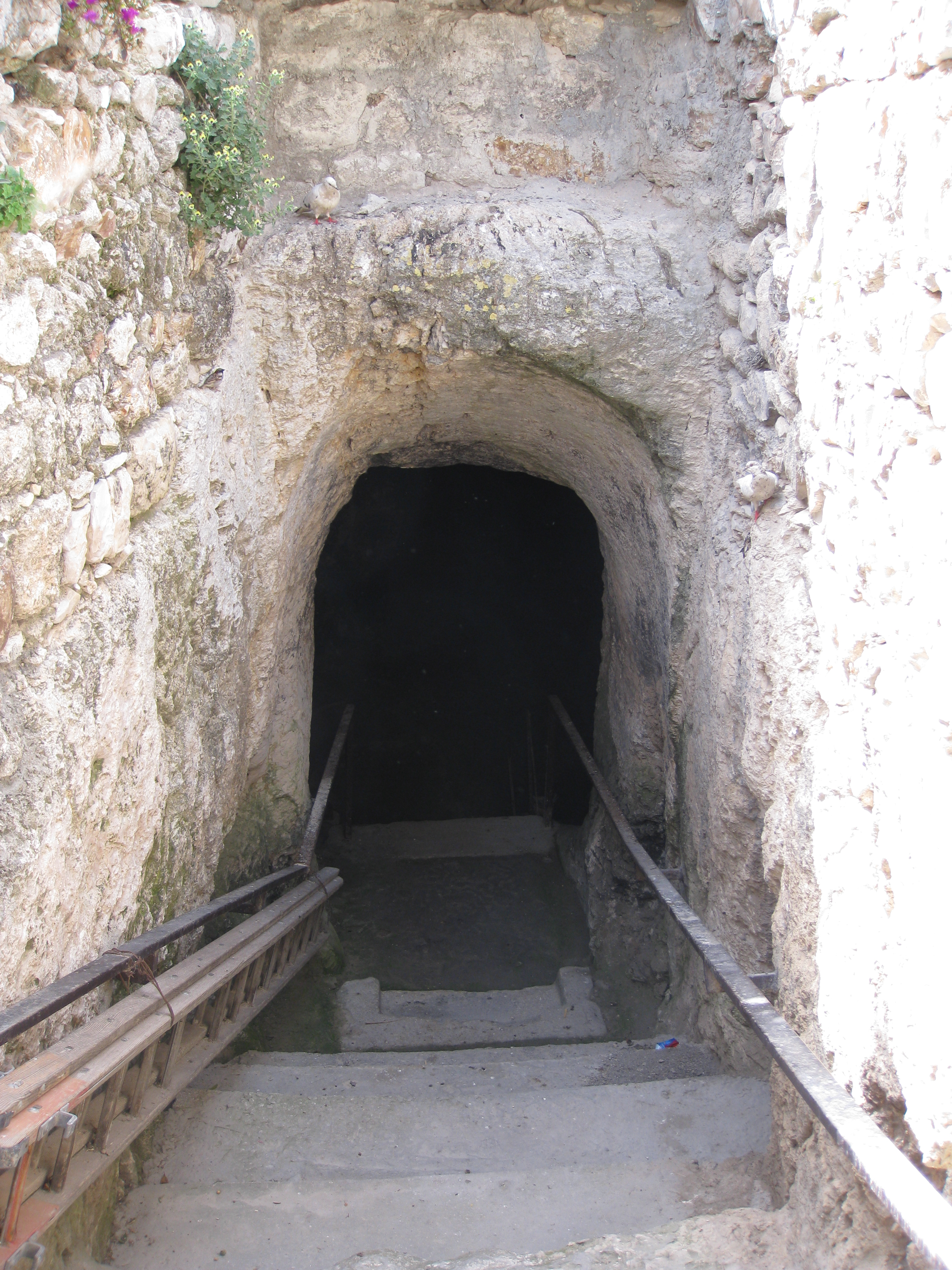
Печера пророків
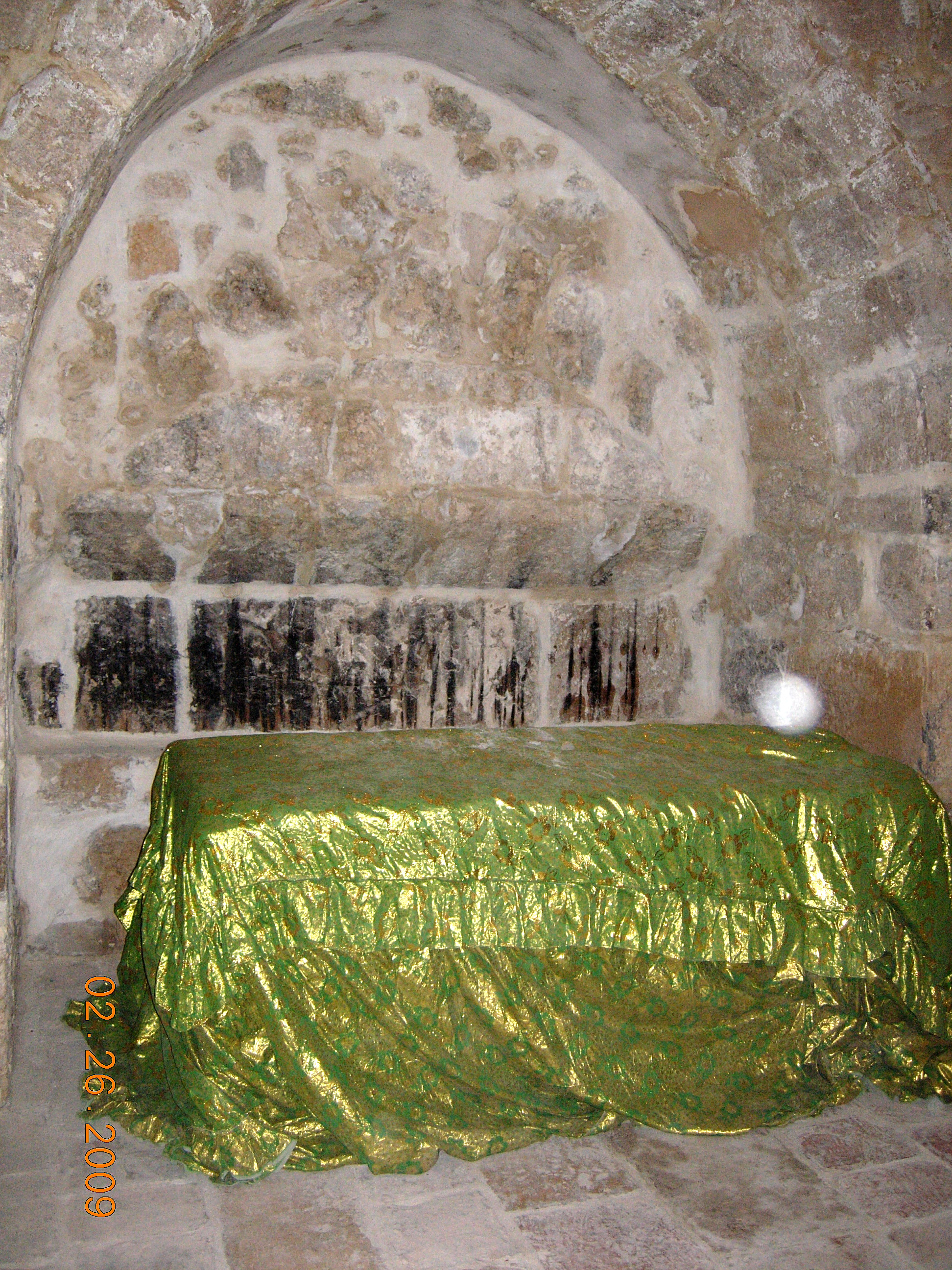
Могила Хульди (пророчиці)
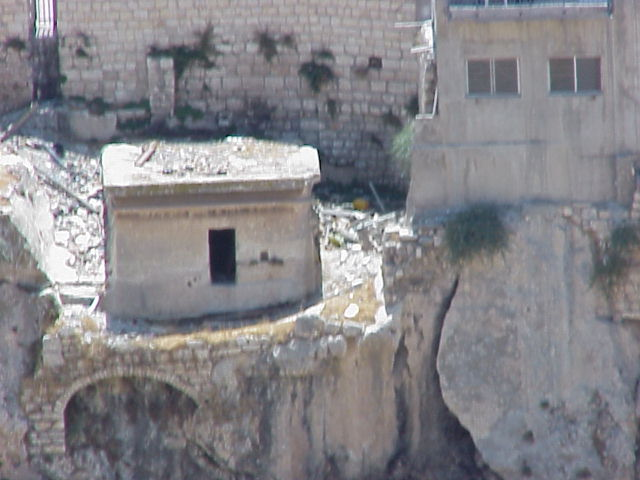
Могила дочки фараона
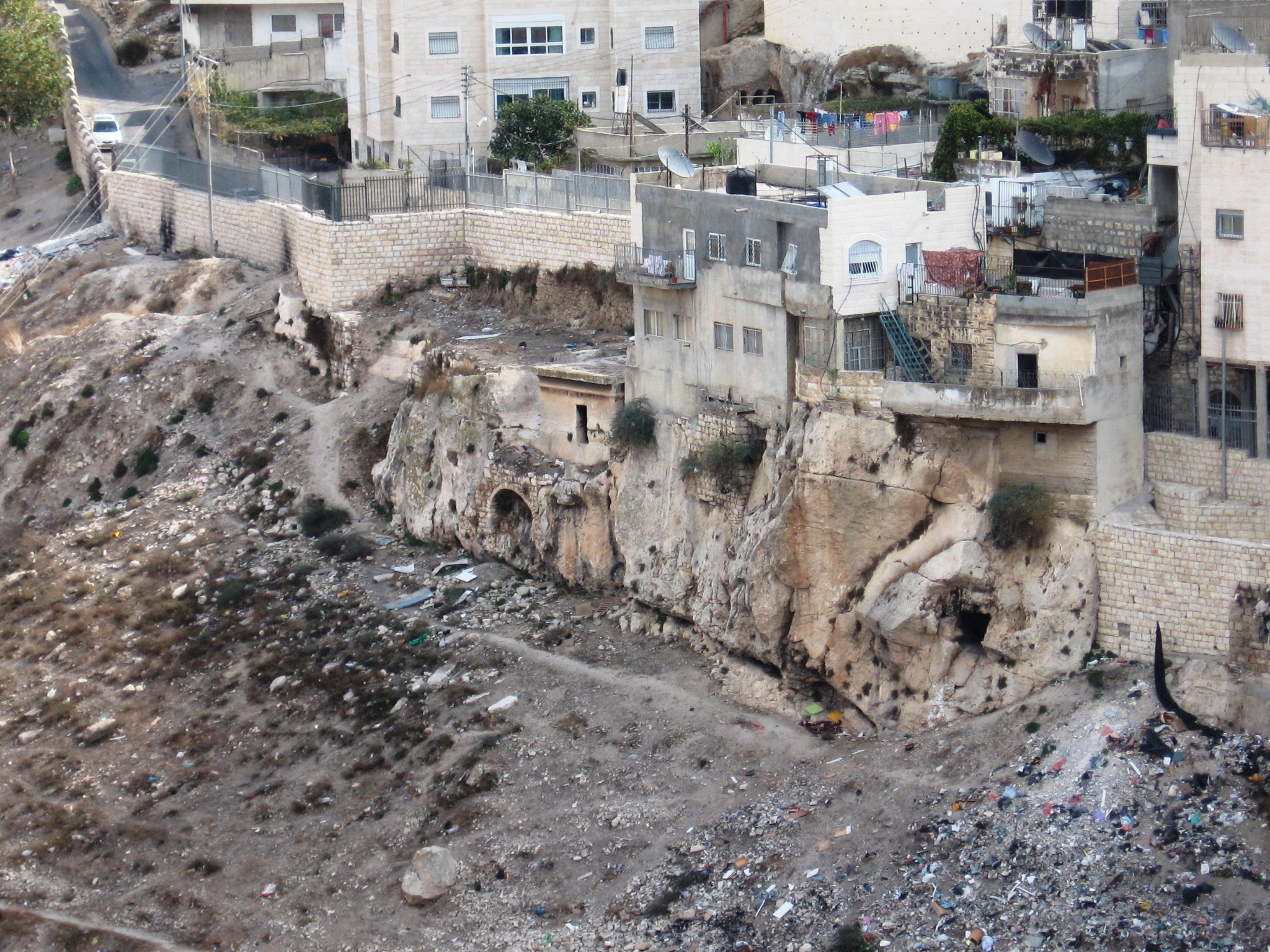
Некрополь у Кедронській Долині